# Olivia Bucio
Olivia Bucio (Uruapan, Michoacán, 26 de octubre de 1954) es una primera  actriz mexicana de teatro y televisión, con una carrera muy ligada al mundo de las telenovelas.
Fue una de las estrellas más destacadas del teatro musical de México en los años 1980.

## Trayectoria

### Telenovelas
- Conflictos de un médico (1980) - Isabel
- El amor nunca muere (1982) - Gloria
- Amor en silencio (1988) - Elena Robles
- Amor de nadie (1990/91) - Lena
- Alondra (1995) - Carmelina Hernández de Díaz
- Sentimientos ajenos (1996) - Eva Barrientos
- Pueblo chico, infierno grande (1997) - Eloísa Ruán
- Ángela (1998/99) - Yolanda Rivas
- Locura de amor (2000) - Irene Ruelas
- El manantial (2001/02) - Gertrudis Rivero
- Cómplices al rescate (2002) - Marcela Ricca
- Amor real (2003) - Cantante
- Alegrijes y rebujos (2003/04) - Teresa Agüayo
- Rubí (2004) - Carla Ruiz de Cárdenas
- Alborada (2005/06) - Asunción Díaz Montero de Escobar
- Destilando amor (2007) - Fedra Iturbe de Montalvo
- Muchachitas como tú (2007) - Graciela Luna
- En nombre del amor (2008/09) - Diana / Gudelia Noriega de Sáenz
- Cuando me enamoro (2010/2011) - Inés Fonseca de Del Valle
- Amor bravío (2012) - Agustina Santos Vda de Monterde / ex de Díaz / de Ferrer
- Quiero amarte (2013/14) - Dolores Morales Vda. de Valdez
- Hasta el fin del mundo (2014/2015) - Greta Bandy Vda. de Ripoll
- Tres veces Ana (2016) - Nerina Lazcano Vda. De Padilla
- Mi marido tiene familia (2017-2019) - Catalina Rivera de Aguilar
- Sin tu mirada (2018) - Encarnación Escárcega Vda. de Bazán
- Quererlo todo (2020/2021) - Dalia Coronel de Santos[2]

### Programas
- S.O.S.: Sexo y otros secretos (2007) - Actriz
- Mujeres asesinas (2009) - Elsa
- El encanto del águila (2011) - Carmen Alatriste
- Cásate conmigo, mi amor (2013)

### Teatro
- Sugar (1975)[3]
- Un gran final (1978)
- Can can (1979)
- Peter Pan, el niño que no quería ser grande (1981)
- A Chorus Line (1982) Cassie
- Yo y mi chica (1987-1989)
- Calle 42 (1990)
- Anita la huerfanita (1991) - Miss Lucy
- Cats (1993)
- El fantasma de la ópera (1999)
- El hombre de La Mancha (2000)
- Mi bella dama (2001)
- La casa de Bernarda Alba (2002)
- Cabaret (2004)
- Sor-presas (2008)
- La novicia rebelde (2009) - Madre Superiora
- Cats (2013) - Grizabella / Agilorum
- Hasta el fin del mundo, cantaré (2015)[4]
- Aplauso (2016) - Karen Richards[5]

## Premios y nominaciones

### Premios TVyNovelas
| Año  | Categoría               | Telenovela              | Resultado |
| ---- | ----------------------- | ----------------------- | --------- |
| 2002 | Premio Sylvia Derbez    | El manantial            | Ganadora  |
| 2018 | Mejor actriz de reparto | Mi marido tiene familia | Nominada  |
| 2019 | Mejor primera actriz    | Mi marido tiene familia | Nominada  |

### Premios El Heraldo de México
| Año  | Categoría    | Telenovela    | Resultado |
| ---- | ------------ | ------------- | --------- |
| 2003 | Mejor Actriz | Mi bella dama | Ganadora  |

### TV Adicto Golden Awards
| Año  | Categoría                           | Telenovela  | Resultado |
| ---- | ----------------------------------- | ----------- | --------- |
| 2012 | Mejor Actriz en un papel secundario | Amor bravío | Ganadora  |

### Premios de la Asociación de Cronistas y Periodistas Teatrales (ACPT)
| Año  | Categoría                       | Obra de Teatro     | Resultado |
| ---- | ------------------------------- | ------------------ | --------- |
| 2009 | Coactuacion Femenina en Musical | La novicia rebelde | Ganadora  |